# Kahlehöhenkirche

Kahlehöhenkirche im Jahr 1866

Die Kahlehöhenkirche war eine im Mittelalter erbaute, 1320 erwähnte Kirche, die sich unweit der auf 568,8 Meter über NN ansteigenden Kahlen Höhe im Ortsteil Reichstädt der Stadt Dippoldiswalde im sächsischen Osterzgebirge (25 Kilometer südlich von Dresden) befunden hat und 1872 abgerissen wurde.

## Vierzehn-Nothelferkirche
In einem Zeitabschnitt bis zum ausgehenden Spätmittelalter und vor der Einführung der Reformation in Sachsen war die Kahlehöhenkirche eine regional bekannte Wallfahrtskirche im Zuge des Heiligen Weges und den Vierzehn Nothelfern geweiht, weshalb man sie vor der Reformation auch Nothelferkirche nannte. Die Wallfahrten fanden an den Namenstagen der Nothelfer und zu Himmelfahrt statt.
Mit Einführung der Reformation wurde die Kirche geschlossen. Eine neue Weihe für evangelische Gottesdienste fand am 14. Mai 1593 statt. Die Glocken wurden 1533 in die Reichstädter Dorfkirche gehangen. Eine dieser Glocken befand sich schon 1883 im Schloss Reichstädt. Um 1700 fanden nur noch Gottesdienste zu Himmelfahrt und Michaelis statt.
Auf einer Lithographie aus Sachsens Kirchen-Galerie von 1835 befindet sich die älteste bekannte Darstellung der Kahlehöhenkirche. Der Natursteinbau deutet aufgrund seiner Schlichtheit und der wenigen Fenster auf ein hohes Alter der Kirche hin. Das Dach mit seiner barocken Turmhaube ist dagegen jüngeren Datums und wurde auf Veranlassung des damaligen Kirchenpatrons Adam Rudolph von Schönberg zwischen 1790 und 1793 erbaut. Der Altar steht heute in der Reichstädter Dorfkirche.
Nachdem die Kirche wegen Baufälligkeit abgerissen werden musste, wurde das Baumaterial vom Sadisdorfer Gasthofbesitzer Wagner erkauft, dieser übernahm die Steine und versteigerte den restlichen Bauschutt.

## Heutige Kapelle
Neben dem nur durch eine leichte Bodenerhöhung noch erkennbaren Standort der Kahlehöhenkirche befindet sich heute eine im Jahre 1902 errichtete Gruft derer von Schönberg mit einer darüberliegenden Kapelle. Dieser Platz ist von einem kleinen Hain umgeben. Die Umrisse der abgerissenen Kahlehöhenkirche sind deutlich sichtbar. Innerhalb dieses Grundrisses steht sich ein Gedenkstein, den die evangelisch-lutherische Kirchgemeinde Reichstädt 1874 zur Erinnerung an dieses Gotteshaus aufstellte und dessen Inschrift lautet:
(Vorderseite) Hier, wo Jahrhunderte das Gotteswort erklungen, Hier, wo manch Halleluja Gotte ward gesungen. Hier, wo der Friede Gottes Tausende umwehte. Wo manches Herz zu Gott im Himmel flehte: Hier sprich auch Du: Wie heilig ist doch diese Stätte! Und daß der Friede Gottes Dir auch werde, bete!
(Rückseite) Zum Gedächtnis an das hier Jahrhunderte lang gestandene und im Jahre 1872 abgebrochene Kahlehöhenkirchlein zu den Vierzehn Nothelfern errichtete dieses Denkmal im Jahre 1874 die Kirchengemeinde zu Reichstädt.
Jährlich am Pfingstmontag findet ein Gottesdienst an der Kahlen Höhe statt.

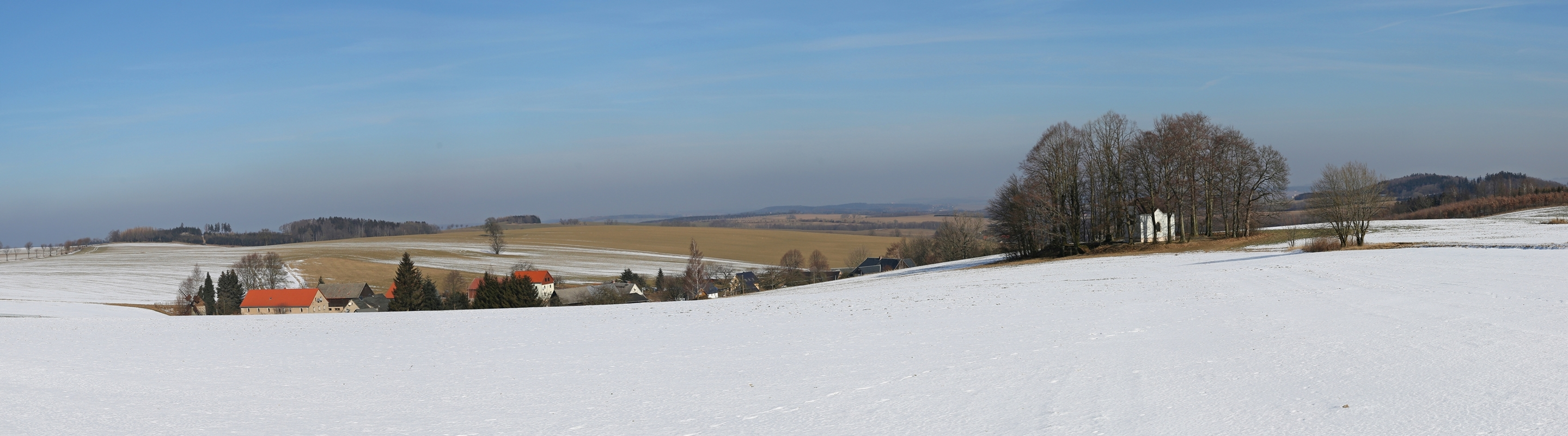
Blick auf die Kapelle an der Kahlen Höhe und dem oberen Teil von Reichstädt

## Sakralgegenstände
Erhalten geblieben sind eine Reihe von Einrichtungsgegenständen dieser Kirche:
1. 1968 entdeckte der Dresdner Denkmalschützer Gerhard Ebeling (1899–1981) bei einem Streifzug durch Röthenbach bei Pretzschendorf den ehemaligen romanischen Taufstein der Kirche wieder.
2. Die älteste Kirchenglocke befindet sich im Dachreiter eines ehemaligen Schulhauses in Reichstädt. Sie enthält als Glockenzier in der Schriftform der Minuskeln die Umschrift Maria und Ich bin eine Sprache des Trostes. Der Guss der Glocke dürfte zwischen dem Ende des 13. Jahrhunderts, spätestens im 14. Jahrhundert vorgenommen worden sein.
3. Die zweite Glocke wurde 1507 gegossen und zählt zu den seltenen mit T gekennzeichneten mittelalterlichen Glocken. Sie wiegt 467 Kilogramm, hat einen Durchmesser von 94 cm am unteren Rand und erfüllt ihre Läutepflichten heute in der Martin-Luther-Kirche in Sornzig bei Döbeln.
4. Aus der Barockzeit ist das Altarretabel der Kahlehöhenkirche erhalten geblieben, welches am 3. November 1726 in den Dienst der Kirche gestellt wurde. Es schmückt heute den Chorraum der Niederkirche in Reichstädt.

Verschollen sind die zu jeder Nothelferkirche im Mittelalter gehörenden Bildnisse oder Figuren der Vierzehn Nothelfer, die meist als Figurengruppe im Altarbereich aufgestellt wurden. In verschiedenen Quellen wurde darüber spekuliert, wo sie hingeraten sind. Die unterschiedlichen Überlieferungen reichen von einer im Zuge der Reformation vorgenommenen Wegnahme durch böhmische Katholiken über das Abhandenkommen der Figuren in der Zeit des Dreißigjährigen Krieges bis hin zu der ebenfalls nicht belegten Überlieferung, die Bilder seien erst nach der Schlacht bei Kesselsdorf am Ende des Zweiten Schlesischen Krieges am 15. Dezember 1745 durch fliehende österreichische Truppen nach Böhmen verbracht oder im Siebenjährigen Krieg (1756–1763) geraubt worden.

## Galerie

Zeichnung der Kahlehöhenkirche aus dem Jahr 1886
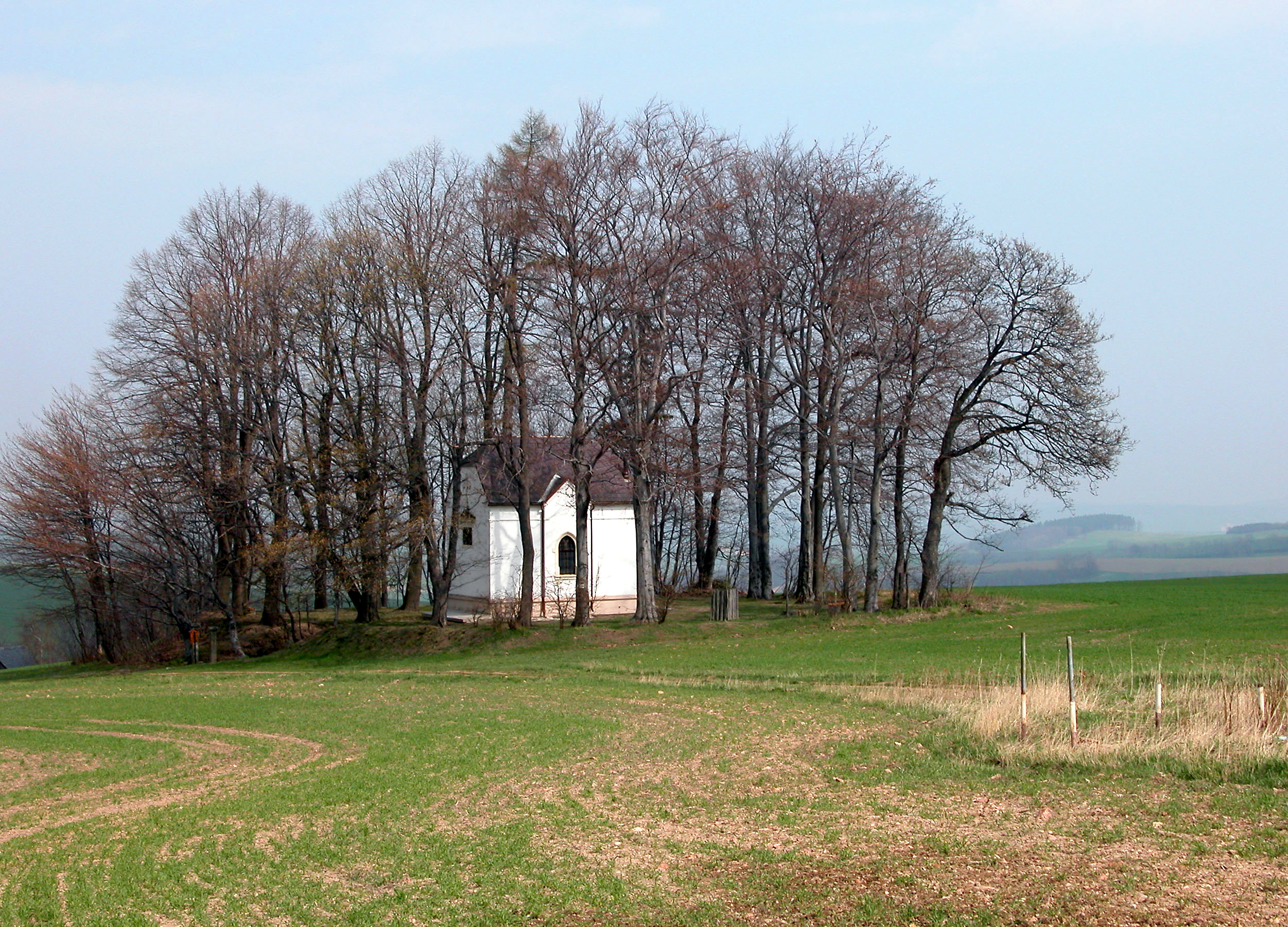
Kapelle an der Kahlen Höhe heute
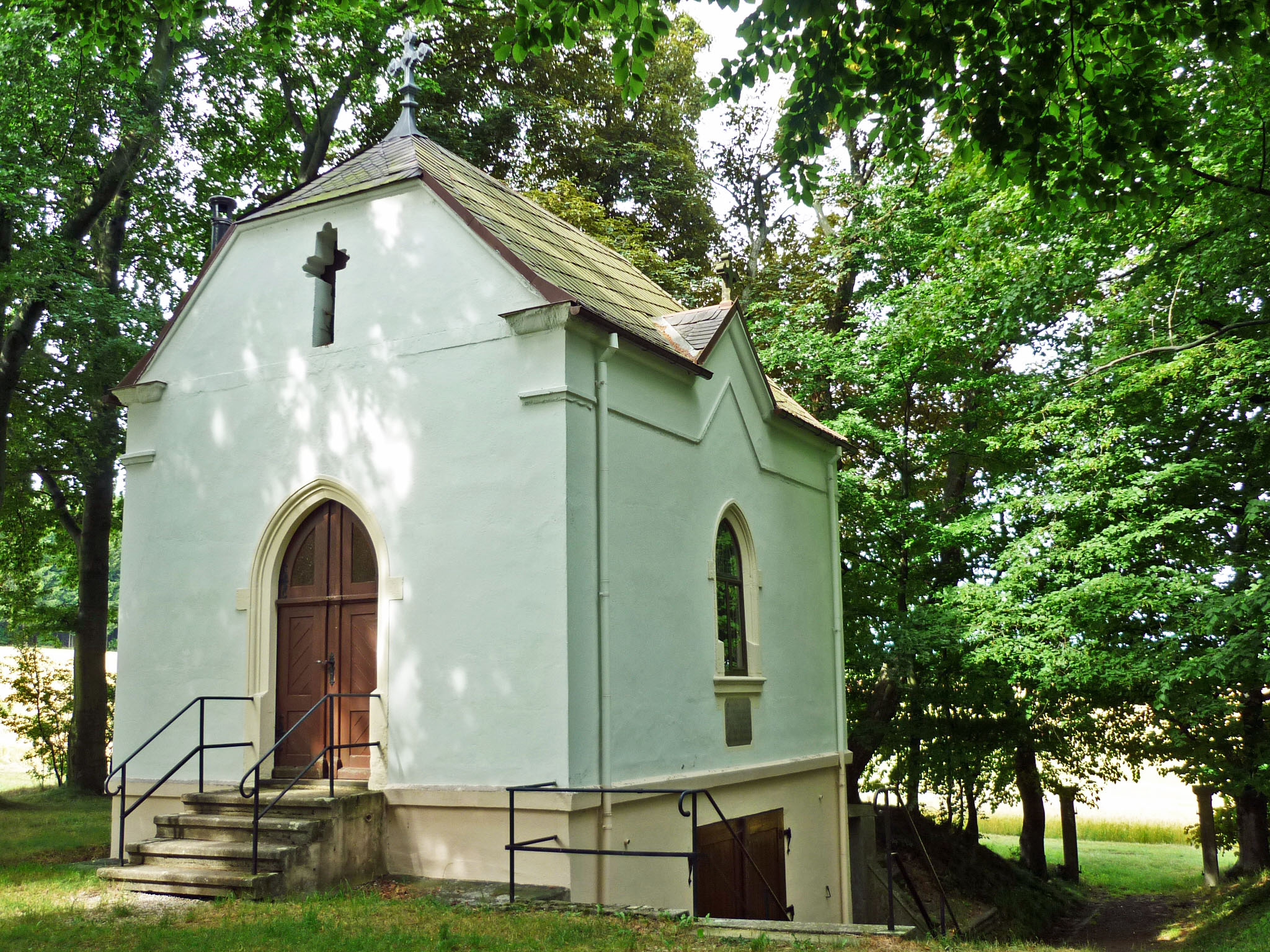
Kapelle an der Kahlen Höhe heute
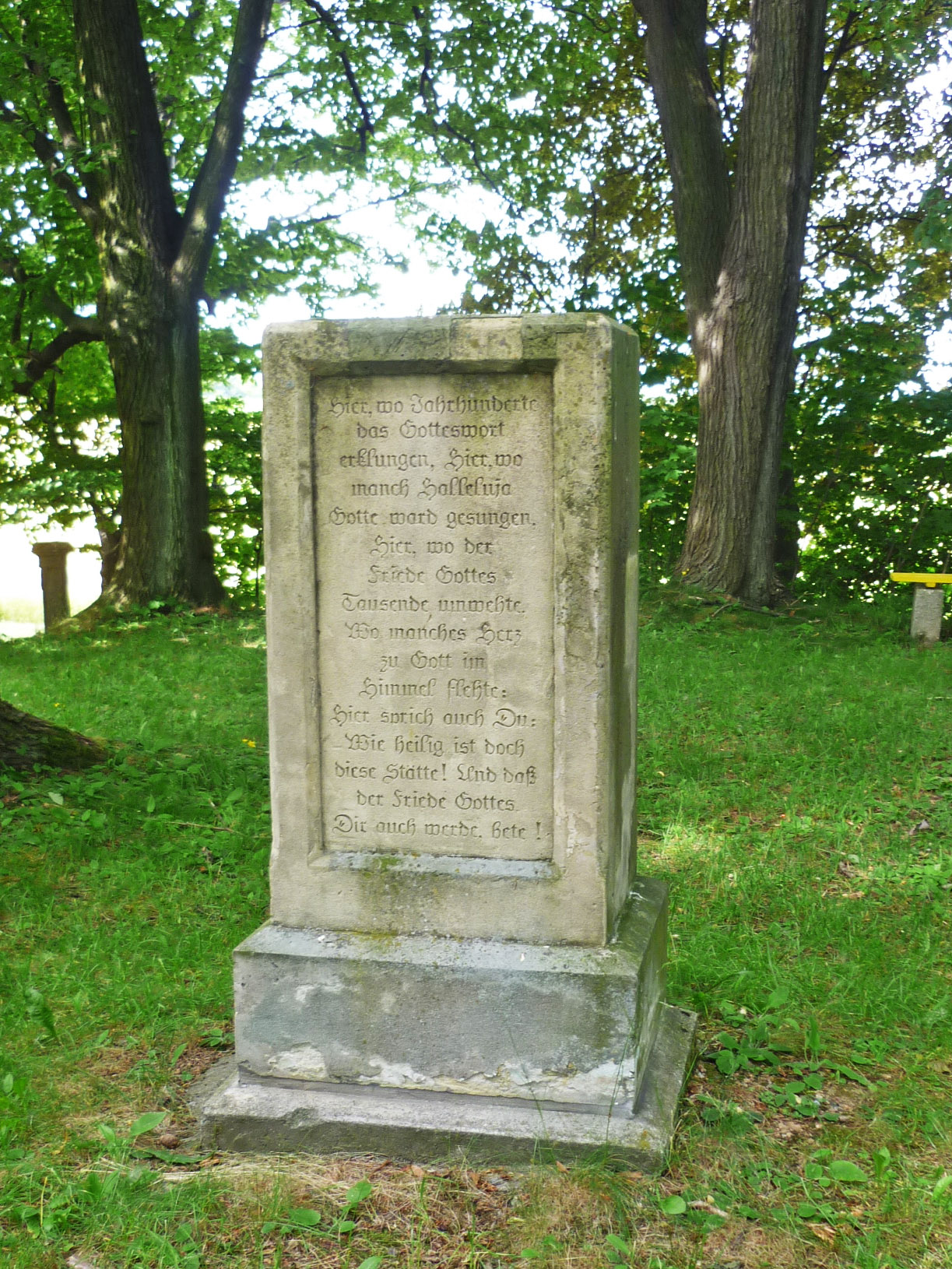
Gedenkstein an der Kapelle
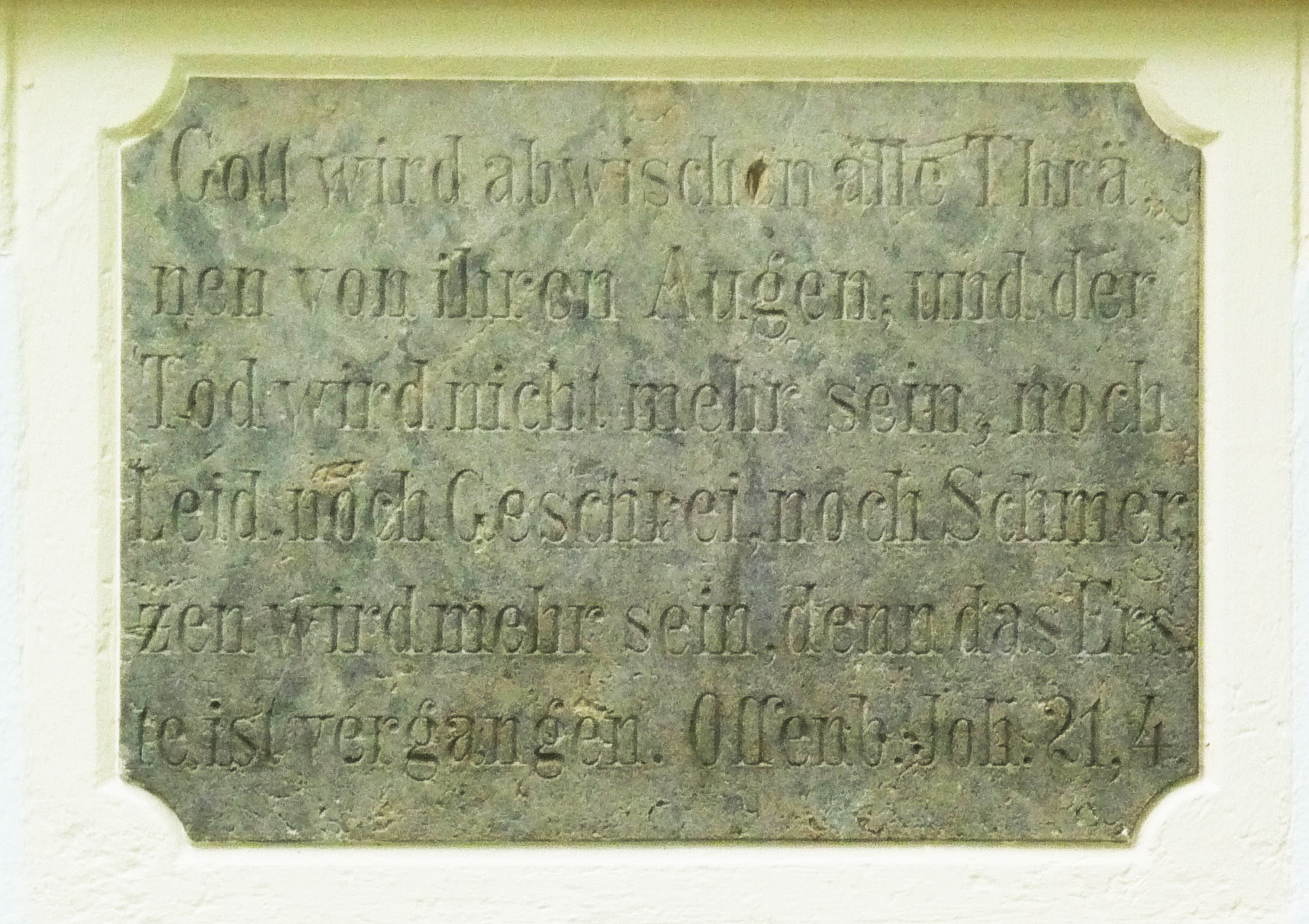
Inschriftentafel an der Kapelle